# 42
42（四十二、しじゅうに、よんじゅうに、よそふた、よそじあまりふたつ）は自然数、また整数において、41の次で43の前の数である。

## 性質
- 42 は合成数であり、正の約数は 1, 2, 3, 6, 7, 14, 21, 42 である。
  - 約数の和は96。
    - 8番目の過剰数である。1つ前は40、次は48。
- 1/42 = 0.0238095… (下線部は循環節で長さは6)
  - 逆数が循環小数になる数で循環節が6になる9番目の数である。1つ前は39、次は52。
- 42 = 2 × 21
  - n = 1 のときの 21 × 2n の値とみたとき1つ前は21、次は84。(オンライン整数列大辞典の数列 A175805)
- 2番目の楔数である。1つ前は30、次は66。
  - 楔数がハーシャッド数になる2番目の数である。1つ前は30、次は70。
- 5番目のカタラン数である。1つ前は14、次は132。

{\displaystyle 42={\frac {10!}{6!\times 5!}}={\frac {7\times 8\times 9\times 10}{1\times 2\times 3\times 4\times 5}}}
- 42 = 6 × 7
  - 6番目の矩形数である。1つ前は30、次は56。
  - 42 = 61 + 62 = 72 − 71
    - 6の自然数乗の和とみたとき1つ前は6、次は258。

  - 42 = 2 + 4 + 6 + 8 + 10 + 12
  - n = 1 のときの 6 × 7n の値とみたとき1つ前は6、次は294。(オンライン整数列大辞典の数列 A055272)
- 20番目のハーシャッド数である。1つ前は40、次は45。
  - 6を基とする3番目のハーシャッド数である。1つ前は24、次は60。
- 約数の和が42になる数は3個ある。(20, 26, 41) 約数の和3個で表せる2番目の数である。1つ前は24、次は48。
  - 6の倍数の楔数で約数の和で表せる個数が最も多い。
- 各位の和が6になる5番目の数である。1つ前は33、次は51。
- 各位の積が8になる4番目の数である。1つ前は24、次は81。(オンライン整数列大辞典の数列 A199989)
- 1～42までの約数の個数を加えると168個になり42の4倍になる。1～n までの約数の個数が n の整数倍になる5番目の数である。1つ前は15 (3倍)、次は44 (4倍)。(オンライン整数列大辞典の数列 A050226参照)
  - n 倍になる最小の数とみたとき1つ前は15 (3倍)、次は121 (5倍)。(オンライン整数列大辞典の数列 A085567)
- 42 = 12 + 42 + 52
  - 3つの平方数の和1通りで表せる19番目の数である。1つ前は36、次は43。(オンライン整数列大辞典の数列 A025321)
  - 異なる3つの平方数の和1通りで表せる9番目の数である。1つ前は41、次は45。(オンライン整数列大辞典の数列 A025339)
  - n = 2 のときの 1n + 4n + 5n の値とみたとき1つ前は10、次は190。(オンライン整数列大辞典の数列 A074511)
- 42 = 21 + 23 + 25
  - a = 2 のときの a1 + a3 + a5 の値とみたとき1つ前は3、次は273。
- 42 = (-80538738812075974)3 + 804357581458175153 + 126021232973356313
  - 3つの立方数の和として表しうる100以下の自然数のうち、具体的な解が最後まで見つからなかった数である。2019年に英ブリストル大学教授のアンドリュー・ブッカー（英語版）がスーパーコンピュータを使用した探索により発見した[1][2]。
- n = 42 のとき n と n − 1 を並べた数を作ると素数になる。n と n − 1 を並べた数が素数になる6番目の数である。1つ前は34、次は58。(オンライン整数列大辞典の数列 A054211)
- n = 42 のとき n と n + 1 を並べた数を作ると素数になる。n と n + 1 を並べた数が素数になる6番目の数である。1つ前は36、次は50。(オンライン整数列大辞典の数列 A030457)
  - n = 42 のとき n と n − 1 および n と n + 1 を並べた数が素数になる最小の数である。次は78。(オンライン整数列大辞典の数列 A068700)
例．4241 と 4243 は素数。またこの2つの素数は双子素数である。
- n = 2 のときの 2n と n を並べてできる数である。1つ前は21、次は63。(オンライン整数列大辞典の数列 A235497)

## その他 42 に関連すること
- 原子番号 42 の元素は、モリブデン (Mo)。
- 第42代天皇は、文武天皇。
- 第42代内閣総理大臣は、鈴木貫太郎。
- 年始から数えて42日目は、2月11日。国民の祝日建国記念の日である。
- 通算して第42代の征夷大将軍は、徳川家治（江戸幕府第10代将軍）。
- 大相撲第42代横綱は、鏡里喜代治。
- アメリカ合衆国第42代大統領は、ビル・クリントン。
- アメリカ合衆国の42番目の州は、ワシントン州。
- JIS X 0401、ISO 3166-2:JPの都道府県コードの「42」は長崎県。
- 第42代ローマ教皇はボニファティウス1世（在位：418年9月28日〜422年9月4日）である。
- 易占の六十四卦で第42番目の卦は、風雷益。
- クルアーンにおける第42番目のスーラは相談である。
- 大相撲で、幕内力士の定員は現行制度では42人である。
- 冬の代表的な散光星雲オリオン大星雲は、M 42。
- 水が全反射を起こす光の角度は、42度。
- 一般的な体温計の計測可能な上限は、摂氏42度。これは摂氏約42度でタンパク質が変質するからである。
- イヌ科動物の歯の数は、上下併せて42本。
- 日本では、42歳は男の大厄の年とされている。父親がこの歳に2歳になる男児は親を殺すと言われ、仮に捨てて他人に拾ってもらう風習があった（四十二の二つ子）[3]。
- 日本では、42 の「し・に」の音が「死に」に通じるとして凶運・不縁起の数とされる。日本語の「42」と同様の忌み言葉として、ラテン語で「死ぬ」を意味する「mori」がある。
  - 男性の厄年。
  - 自動車のナンバープレートでは、希望番号制度による申し出があった場合を除いて下二桁「42」を付けない（ただし、駐留軍車を除く）。
  - 競輪では、開催に出場する選手に割り当てる整理番号を…40、41、43、44、…としている。
  - 逆に、運輸・荷役などの物流業では、「42」を「しじゅうに」（「始終荷」）と読んで縁起の好い数字とする場合もある。
- 国鉄42系電車。
  - そのうちクモハ42001は、JR西日本小野田線の本山支線で、2003年まで運用された。
- メジャーリーグでは初の黒人選手として数々の功績を残したジャッキー・ロビンソンを讃え、彼が付けていた背番号42を1997年4月15日（デビュー50周年記念日）に全球団共通の永久欠番とした。制定以前から 42 を付けていた選手に限り、42 を付けられるが、最後まで背番号42を付けていたニューヨーク・ヤンキースのマリアノ・リベラが2013年で引退して、背番号42の選手はいなくなった。4月15日は「ジャッキー・ロビンソン・デー」とされ、この日に限り選手・監督・コーチら全員が希望すれば42の背番号をつけて試合に臨むことができる。
  - また、彼を題材に作られ、2013年に公開された伝記映画のタイトルは『42 〜世界を変えた男〜』。
- 日本プロ野球では「42＝"死に"」と連想されることから、日本人選手からはあまり好まれておらず、下柳剛が阪神タイガース時代につけていたなど少数の例にとどまる（2025年はヤクルトの澤井廉、中日のブライト健太、ソフトバンクの伊藤優輔、楽天の山田遥楓が着用）。逆に、前項の通りメジャーリーグでは大変に名誉ある背番号でありながら普段身に付けることは不可能なため、同リーグ出身の外国人選手が好んで背番号42を付けている。
- 日本のプロ野球に於けるシーズン最多勝は、ヴィクトル・スタルヒンと稲尾和久が記録した42勝である。
- レベル42は、ロックバンド。
- 一般的な千手観音の手は、42本。
- テレビ神奈川のアナログ放送は 42ch。
- 42型駆逐艦は、イギリス海軍およびアルゼンチン海軍の駆逐艦。
- reiser4ファイル・システムにおけるルート・ディレクトリのiノードが「42」。
- TIFFイメージ・ファイルを16ビット表現した時の第二ワードは、常に「42」（リトルエンディアンで 0x2A）である。なお、第一ワードはバイト・オーダーを表す。
- プログラマーはメタ構文変数として「42」を使う。（次項と関係あり）
- 生命、宇宙、そして万物についての究極の疑問の答えは「42」である。（ダグラス・アダムズのSF小説『銀河ヒッチハイク・ガイド』より）
- テレビ番組『ザ・クマーズ・アット・ナンバー42』(The Kumars at No. 42) で主人公クマーズ達は部屋番号「42」の部屋に住んでいる。2003年 BBC で放送された脚本家の一人である Sanjeev Bhaskar 司会の番組で『銀河ヒッチハイクガイド』がイギリスで最も愛されている本としてノミネートされた。この番組中で Bhaskar はクマーズの部屋番号は『銀河ヒッチハイクガイド』から来ていると語った。
- 数学者でもあったルイス・キャロルにとって 42 は特別な数である。（ダグラス・アダムズ『銀河ヒッチハイク・ガイド』への影響が指摘されている）
  - 王は手にしている文書を読み上げた、「規則 42。身長1マイル以上のものは全員この法廷を去ること（All persons more than a mile high to leave the court. 文字数も 42）」（『不思議の国のアリス』）
  - 丁寧に詰められた42個の箱は、それぞれにくっきりと名前が書かれていたが、そのことに言及するのを忘れてしまったので、そっくり岸に残されることとなった。（『スナーク狩り』）
- BBC のテレビ番組『ドクター・フー』で2007年5月19日に放送されたサブタイトルが「42」。放送時間45分のうち、最初の3分間を除いた、残りの42分間について、ドラマの時間と現実時間がリアルタイムに進行するという手法がとられた。
- 超重力理論の素粒子の数は42種類である。
- Siriによる、「人生の意味」についての回答のひとつである。
- サン電子のファミリーコンピュータ用ゲーム『アトランチスの謎』では、「42th ZONE」に入ると強制的に落下ミスするしかなくゲームオーバーとなってしまう。
- 42 (学校)はフランスにあるコンピュータプログラミングを学ぶ私立学校で、校名は上記の銀河ヒッチハイクガイドから採られている。
- 木村カエラのデビュー曲のタイトルがLevel42（上記のテレビ神奈川のアナログチャンネル番号から。ロックバンドとは無関係）。
- テキサス州で遊ばれている ドミノゲームの名称

## 符号位置
| 記号 | Unicode | JIS X 0213 | 文字参照          | 名称                    |
| ---- | ------- | ---------- | ----------------- | ----------------------- |
| ㊷   | U+32B7  | 1-8-54     | &#x32B7; &#12983; | CIRCLED DIGIT FORTY TWO |